# کوین بری (بازیکن فوتبال)
کِوین بری (انگلیسی: Kevin Barry؛ زادهٔ ۹ ژانویهٔ ۱۹۶۱) بازیکن فوتبال اهل بریتانیا است.
از باشگاه‌هایی که در آن بازی کرده‌است می‌توان به باشگاه فوتبال اشینگتون و باشگاه فوتبال دارلینگتون اشاره کرد.